# Rierguscha
Rierguscha is een kevergeslacht uit de familie van de boktorren (Cerambycidae). De wetenschappelijke naam van het geslacht werd voor het eerst geldig gepubliceerd in 1970 door Viana.

## Soorten
Rierguscha omvat de volgende soorten:
- Rierguscha bicolor Viana, 1970
- Rierguscha florida Napp & Martins, 2006
- Rierguscha viridipennis (Bruch, 1925)